# Тарсюль
Тарсю́ль (фр. Tarsul) — коммуна во Франции, находится в регионе Бургундия. Департамент коммуны — Кот-д’Ор. Входит в состав кантона И-сюр-Тий. Округ коммуны — Дижон.
Код INSEE коммуны — 21620.

## Население
Население коммуны на 2010 год составляло 172 человека.
| 1962 | 1968 | 1975 | 1982 | 1990 | 1999 | 2010 |
| ---- | ---- | ---- | ---- | ---- | ---- | ---- |
| 73   | 84   | 96   | 125  | 127  | 126  | 172  |

## Экономика
В 2010 году среди 119 человек трудоспособного возраста (15—64 лет) 90 были экономически активными, 29 — неактивными (показатель активности — 75,6 %, в 1999 году было 69,5 %). Из 90 активных жителей работали 82 человека (49 мужчин и 33 женщины), безработных было 8 (3 мужчин и 5 женщин). Среди 29 неактивных 10 человек были учениками или студентами, 13 — пенсионерами, 6 были неактивными по другим причинам.